# Heschatroxus
Heschatroxus is een geslacht van kevers uit de familie  
kniptorren (Elateridae).
Het geslacht is voor het eerst wetenschappelijk beschreven in 1865 door Candèze.

## Soorten
Het geslacht omvat de volgende soorten:
- Heschatroxus anticus (Schwarz, 1902)
- Heschatroxus holosericeus Candèze, 1865
- Heschatroxus longicollis Schwarz, 1901
- Heschatroxus mucronatus Van Zwaluwenburg, 1963
- Heschatroxus rossi Van Zwaluwenburg, 1952